# صفيحة الخدش

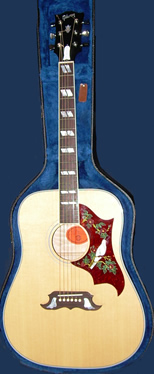
غيتار Gibson Dove الصوتي مع صغيحة خدش درقة سلحفاة مزينة بالزخارف.

صفيحة الخدش (بالإنجليزية: scratchplate أو pickguard)‏ هي قطعة من البلاستيك أو مواد أخرى (تكون عادة مصنوعة من صفائح رفيعة) توضع على جسم الغيتار، المندولين أو آلات وترية منقورة تشبهها. الغرض الرئيسي من صفيحة الخدش هو وقاية طلاء الإيتار من التعرض للخدش بواسطة الريشة.
قد تستعمل صفيحة الخدش بالإضافة لدورها العملي للتزيين وتصنع عادة في لون متباين مع لون جسم الإيتار (الأنواع الشائعة هي صفائح خدش بيضاء على غيتارات داكنة وصفائح خدش سوداء على غيتارات فاتحة). من بين المواد التي يمكن استعمالها لصانعة صفيحة الخدش بالإضافة للبلاستيك، أنواع من الزجاج الأكريلي، زجاج، أبلكاش، أقمشة، معادن، عرق اللؤلؤ/بلاستيك محامي للؤلؤ. قد تتوفر الغيتارات باهضة الثمن على صفائح خدش فاخرة من الخشب غير الشائع، الفرو، الجلد، الجواهر، المعادن النفيسة، عرق اللؤلؤ، ولؤلؤ الصفيلح.
صفائح الخدش مكان شائع جدا للتوقيع بحيث يمكن نزع صفيحة خدش موقعة بسهولة ونقلها لغيتار آخر أو بيعها وحدها التذكارات.

## الغيتارات الكلاسيكية وغيتارات الفلامنكو
نادرا ما تتوفر الغيتارات الكلاسيكية على صفيحة خدش لأن أوتارها تنقر عادة بالأصابع وليست مهددة بخدش الريشة.

### غولبيادور
الغولبيادور (بالإنجليزية: Golpeador)‏ أو «صفيحة القرع» في غيتارات الفلامنكو ليس صفيحة خدش بالرغم من أنه يسمى كذلك أحيانا من طرف بعض الناس اللذين لا يملكون معلومات حول الآلة أو أسلوب الفلامنكو. يركب الغولبيادور بالتحديد لغرض توفير سطح ثابت للقرع والضرب الإيقاعي القوي بالأصابع والأظافر، والتي هي ميزات اعتيادية لموسيقى الفلامنكو. يمتد الغولبيادور عادة حول ثقب الصوت من الأعلى والأسفل (بعكس صفيحة الخدش).

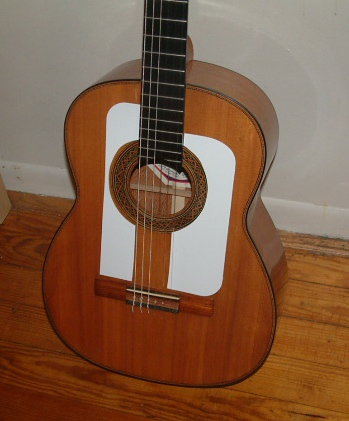
مثال على قيثارة برأس من خشب الأرز وغولبيادورين مركبين